# Aldo Spinelli (artista)
Aldo Spinelli (Milano, 28 ottobre 1948) è un artista italiano, membro dell'OpLePo; è anche un creatore di giochi.

## Biografia
Diplomato perito chimico, ha iniziato sin dal 1968 una produzione artistica - più di trenta le mostre personali ad oggi - legata principalmente all'arte concettuale; parallelamente si è avvicinato al mondo della creatività e del gioco, diventando un affermato autore e consulente.
Ha tenuto rubriche fisse su quotidiani e periodici italiani, come il Corriere della Sera, Pergioco e Linus; collabora inoltre da vari decenni con la Radiotelevisione svizzera in lingua italiana, soprattutto per creare giochi e quiz in rete.
È consulente per Hasbro, Mattel, Clementoni per la creazione e l'adattamento all'italiano di giochi da tavola; inoltre per la Fabbri Editori ha creato le enciclopedie Carte, Il mondo dei giochi e Carte da gioco.
Dal 1991 fa parte dell'Opificio di Letteratura Potenziale (OpLePo).
In sintonia con gli interessi ludici, combinatori e partecipativi della sua ricerca, nel 2008 ha pubblicato un catalogo delle sue opere in forma di album di figurine, con l’editore Panini di Modena (Collezione / Collazione 2008).
Il critico d'arte e curatore Flaminio Gualdoni definisce Spinelli "esponente raro del versante ludico del concettuale, di cui frequenta lo snodo dei codici – verbali prima di tutto – con una predilezione particolare per le condizioni – regole, altri codici, manie – del gioco e per le sue implicazioni patafisiche, al punto che la sua realizzazione più lucida è una sorta di catalogue (non) raisonné, ma certo raisonnant, delle sue opere in forma di album di figurine collezionabili".
Nel gennaio 2019 ha partecipato alla rete internazionale di eventi per l'Art's Birthday con l'opera L'Histoire millimétré de l'Art, ispirata all'artista Fluxus Robert Filliou, ed esposta al Museo Macro Asilo di Roma.

## Mostre personali (selezione)
- 2002 Falso Spinelli, Genova, Galleria Kaiser Art
- 2003 Milano, Town House
- 2004 ©arte da gioco, Lugano, PERGIOCO
- 2004 Arte Carta Scarto, Genova, Galleria Kaiser Art
- 2005 parole l’opera, Milano, Galleria 10.2!
- 2008 SEI? IES!, Milano, Galleria Derbylius
- 2010 Vedere e leggere, Milano, Galleria Spaziotemporaneo
- 2015 Labirinto, Museo del Parco di Portofino
- 2016 Parole e figure. Esposizione di libri e giochi d’artista, Ravenna, Biblioteca Classense, 29 ottobre – 31 dicembre 2016
- 2019 Histoire millimétré de l'art, Roma, Museo Macro Asilo
- 2019 Bisordine, Vercelli, Museo Archeologico Civico "L.Bruzza" e Museo Leone, 16 marzo - 2 giugno 2019
- 2020 Vero dalla copia – Aldo Spinelli, Milano, Galleria Monopoli, 22 settembre – 15 novembre 2020

## Pubblicazioni
- Cruciverba e puzzle: una sfida a due, in Brunella Eruli, a cura di, Attenzione al potenziale! Il gioco della letteratura, Marco Nardi Editore, Firenze, 1994
- (con Giuseppe Meroni) Il grande manuale dei giochi da tavolo, Xenia Edizioni 1999, ISBN 9788872731635
- e, Polillo Editore, 2001
- Mezzanotte di gioco, aemmepi editore, 2004
- (con Giuseppe Meroni) Il grande libro dei giochi, Fabbri Editori 2006, ISBN 9788845137112
- Serie poco serie, 40k/Altramatematica, 2014